# إيلا هدسون داي
إيلا هدسون داي (بالإنجليزية: Ella Hudson Day)‏ هي ملحنة أمريكية، ولدت في فبراير 1876 في تكساس في الولايات المتحدة، وتوفيت في 4 نوفمبر 1951.